# Dragon (magazyn)
Dragon (ang. Smok) był jednym z dwóch oficjalnych magazynów z materiałami źródłowymi dla gry fabularnej Dungeons and Dragons i pokrewnych produktów. Drugim z magazynów był „Dungeon”.
TSR po raz pierwszy wydało miesięcznik drukiem w 1976 jako rodzaj kontynuacji poprzedniego magazynu firmy, „The Strategic Review”. Ostatnim drukowanym numerem „Dragona” był numer 359. z września 2007. W sierpniu 2007, Wizards of the Coast (część Hasbro), która to firma posiada obecnie prawa do wydawania „Dragona”, wznowiła go jako magazyn cyfrowy, kontynuując numerację wersji drukowanej. Ostatnim numerem był #430 z grudnia 2013. Cyfrowa publikacja, zwana „Dragon+”, która zastąpiła „Dragon Magazine”, zaczęła się ukazywać w 2015. Była ona tworzona przez Dialect we współpracy z Wizards of the Coast, a numeracja wydań zaczęła się od 1.

## Historia

### TSR
W 1975 TSR zaczęło publikację „The Strategic Review”. W tamtych czasach gry RPG dalej były postrzegane jako podgrupa gier bitewnych, tak więc magazyn nie był poświęcony tylko D&D i innym grom TSR, ale także grom bitewnym w ogólności. Bardzo szybko jednak popularność i rozwój Dungeons and Dragons sprawiły, że gra nie tylko odseparowała się od swoich korzeni w grach bitewnych, ale także stworzyła nową kategorię na swoich własnych zasadach.
TSR przestało wydawać „The Strategic Review” w następnym roku, po ledwie 7 numerach i zastąpiło periodyk dwoma innymi: „Little Wars”, który był poświęcony grom bitewnym, i „The Dragon”, poświęcony grom fabularnym. Po 12 numerach, „Little Wars” przestało być niezależną publikacją i numer 13. został opublikowany jako część numeru 22. „Dragona”.
Magazyn ukazał się po raz pierwszy jako „The Dragon” w czerwcu 1976. Współzałożyciel TSR Gary Gygax lata później wspominał: „Kiedy zdecydowałem, że »The Strategic Review« nie był tym, czego nam było trzeba, zatrudniłem Tima Kaska jako edytora magazynu dla Tactical Studies Rules i nazwałem naszą nową publikację »The Dragon«. Myślałem, że wreszcie będziemy mieli świetne czasopismo dla fanów gier na całym świecie... Nigdy nie przyszło mi do głowy, że odniesie ono tak wielki sukces i że będzie tak długo wydawane”.
„Dragon” to źródło wielu zasad, zaklęć, potworów, magicznych przedmiotów i innych pomysłów, które później zamieniono w oficjalną zawartość Dungeons and Dragons. Dobrym przykładem mogą być Zapomniane Krainy, które zaczęły się jako seria artykułów w „Dragonie” w latach 80. Od tamtego momentu stały się one jednym z głównych oficjalnych settingów D&D, zaczynając od roku 1987. Magazyn od lipca 1980 zatytułowany był po prostu „Dragon”, a od listopada 1987 „Dragon Magazine”.

### Wizards of the Coast
Wizards of the Coast zakupili TSR i jej własności intelektualne, wliczając w to „Dragon Magazine”, w 1997. Następnie przeniesiono produkcję z Wisconsin do Waszyngtonu. W 1999, Wizards of the Coast zostali z kolei zakupieni przez Hasbro. „Dragon Magazine” zaliczył 5-miesięczną przerwę w publikacji (między numerami #236 i #237), ale był dalej publikowany przez TSR pod kierownictwem WotC od września 1997 aż do stycznia 2000, kiedy WotC zostało de facto wydawcą. Od czerwca 2000 usunięto z tytułu słowo „magazine”, zmieniając go znowu na „Dragon”.
W 1999 powstała kompilacja pierwszych 250 numerów czasopisma, nazwana „Dragon Magazine Archive”, wydana na płycie CD-ROM. Numery były zapisane w formacie PDF ze specjalnym oprogramowaniem do przeglądania. Kompilacja zawiera również 7 numerów „The Strategic Review”. W związku z kwestiami podniesionymi w 2001 w wyroku Greenberg v. National Geographic (który dotyczył prawa do ponownego druku różnych pasków komiksowych, takich jak Wormy, What’s New with Phil & Dixie, Snarf Ques i Knights of the Dinner Table), które są objęte wypowiedzią TSR w pierwszym numerze: „Wszystkie materiały tutaj opublikowane stają się wyłączna wartością wydawcy, chyba że zaznaczono inaczej” i ze względu na to, że Paizo Publishing uznaje, że twórcy posiadają prawa do swojej twórczości, „Dragon Magazine Archive” nie jest obecnie dostępne w sprzedaży.

### Paizo
W 2002 Paizo Publishing zakupiło prawa do wydawania zarówno „Dragona”, jak i „Dungeona” od Wizards of the Coast. „Dragon” zaczął być wydawany przez Paizo we wrześniu 2002. Paizo bliżej połączyło tematykę artykułów „Dragona” i „Dungeona”, umieszczając w nich artykuły promujące swoje przygody rozsiane po wielu numerach, takie jak Age of Worms i Savage Tide. Class Act, miesięczna publikacja z jedno- lub dwustronicowymi artykułami oferującymi pomysły na rozwijanie poszczególnych klas postaci, także zostało wprowadzone przez Paizo.

### Powrót do WotC
18 kwietnia 2007 Wizards of the Coast ogłosiło, że nie odnowi licencji dla Paizo na wydawanie „Dragona” i „Dungeona”. Paizo opublikowało swoje ostatnie drukowane numery „Dragona” i „Dungeona” we wrześniu 2007.
W sierpniu 2007 Wizards of the Coast ogłosiło 4. edycję Dungeons and Dragons, jak i to, że w subskrypcję D&D Insider będą wliczone nowe wersje online zarówno „Dragona”, jak i „Dungeona”, a także narzędzia do tworzenia kampanii, zarządzania kartami postaci i inne udogodnienia. W swojej wersji online, „Dragon” dalej publikował artykuły dla graczy D&D, a zasady z jego artykułów były umieszczanie w D&D Character Builderze i innych narzędziach online.

#### Koniec publikacji
W numerze „Dragona” z września 2013 (#427) w artykule napisanym przez pracownika Wizards of the Coast, Chrisa Perkinsa, oznajmiono, że zarówno „Dragon”, jak i jego siostrzany magazyn „Dungeon” zostaną zawieszone od stycznia 2014 w oczekiwaniu na nadchodzącą premierę Dungeons and Dragons 5th edition. Jako ostatni ukazał się numer 430 (grudzień 2013).

#### Dragon+
„Dragon+” to nowy, w pełni cyfrowy dwumiesięcznik, który zaczął się ukazywać 30 kwietnia 2015. Zastąpił on poprzednie wersje magazynów „Dragon” i „Dungeon”. Został stworzony przez Dialect we współpracy z Wizards of the Coast. Ta wersja online zerwała z numeracją poprzednich magazynów i zaczęła się ukazywać od numeru 1.
Magazyn był reklamowany jako aplikacja z zawartością „która pokazuje to, co nowe w Dungeons and Dragons – od historii i informacji o światach do dyskusji o następnych krokach twórców i deweloperów Waszych ulubionych produktów D&D”. Artkuły traktowały między innymi o strategiach i pomysłach na grę, szczegółach o fabule obecnych produktów D&D, znaleźć wśród nich można też było wywiady, komiksy, informacje o Zapomnianych Krainach, informacje ze społeczności i od fanów oraz filmiki. Dodatkowa zawartość do magazynu była także dostępna poprzez linki na Facebooku i Twitterze.
Ukazało się 41 numerów „Dragon+” – ostatni opublikowano w kwietniu 2022. Wizards of the Coast opublikowali w lipcu 2022 informację o końcu publikacji. 15 listopada 2022, Wizards of the Coast ogłosili, że „»Dragon+« zostanie usunięty ze sklepów z aplikacjami w okolicach 15 listopada, witryna dragonmag.com będzie przekierowywała na inną stronę, a jej zawartość nie będzie już dłużej dostępna”.

## Zawartość
Wielu z najsłynniejszych pisarzy, twórców gier i artystów publikowało na łamach magazynu. Poprzez większość swojej historii, magazyn często publikował fantasy, zarówno jako opowiadania, jak i jako fragmenty powieści. Po latach 90. fikcja literacka pojawiała się w magazynie dość rzadko. Jednym z późniejszych przykładów może być numer #305 magazynu, gdzie pojawił się fragment powieści Uczta dla wron autorstwa George’a R.R. Martina (nominowana do nagrody Hugo). W magazynie można też było znaleźć recenzje powieści fantasy i science fiction, a okazjonalnie filmów, które fandom mógłby uznać za szczególnie ważne (jak np.: Mazes and Monsters).
Od początku magazynu, do sierpnia 2000 (#274), „Dragon” publikował artykuły dla różnych wersji D&D i innych systemów RPG. Od numeru #274, „Dragon” zaczął publikować wyłącznie materiały do 3. edycji D&D (lub innych gier d20 od Wizards of the Coast). W związku z ukazaniem się wersji 3.5 D&D w lipcu 2003, od numeru #309 magazyn publikował tylko materiały do edycji 3.5. Jak głoszono na okładce, był on „w 100% oficjalną zawartością Dungeons and Dragons”. Magazyn przerzucił się wyłącznie na materiały do 4. edycji D&D od numeru #364 wraz z jej wydaniem w czerwcu 2008.

### Artykuły
Większość artykułów z magazynu zapewniało dodatkowe materiały do D&D, wliczając w to nowe klasy prestiżowe, rasy, potwory i wiele innych treści, które można było wykorzystać w czasie rozgrywki. Popularna kolumna Sage Advice oferowała oficjalne odpowiedzi na pytania związane z Dungeons and Dragons zadawane przez graczy. Inne artykuły zawierały porady i sugestie dla graczy i Mistrzów Podziemi. Czasami dyskutowano o kwestiach meta-gamingowych, takich jak zaprzyjaźnianie się z innymi graczami. Na koniec swojej publikacji, w magazynie pojawiały się cztery komiksy: Nodwick, Dork Tower, Zogonia i specjalna wersja webkomiksu The Order of the Stick. Poprzednie popularne komiksy skierowane do graczy to: Knights of the Dinner Table, Finleous Fingers, What's New with Phil & Dixie, Wormy, Yamara i SnarfQuest.
Przez wiele lat w „Dragonie” ukazywały się artykuły Ecology of... w których fikcyjny uczony Elminster opisywał poszczególne potwory z D&D, skupiając się na tym, jak znajdują pożywienie, rozmnażają się itd. Za czasów Paizo owe artykuły skupiały się bardziej na mechanice gry niż fabule. Zasady magazynu „Dragon” jasno wskazywały, że artykuły z serii Ecology „powinny mieć charakter przewodnika łowcy, nie być pisane zbyt górnolotnie i korzystać z formatu ustalonego dla tych artykułów, pozostawiając mniej miejsca na swobodę autora”.
We wczesnych latach 80. prawie każdy numer magazynu posiadał przygodę do gry RPG, prostą grę planszową lub jakiś specjalny dodatek (np.: zamek do wycięcia z kartonu). Dla przykładu, Snit's Revenge, The Awful Green Things from Outer Space i File 13 Toma Whama rozpoczęły się jako dodatki w „Dragonie”. Te dodatkowe treści stały się rzadkie po ukazaniu się „Dungeon Magazine” w 1986, w którym ukazywało się po kilka nowych przygód do D&D w numerze.
W latach 80. po tym, jak TSR zakupiło Simulations Publications Inc., magazyn miał subsekcję zwaną Ares Magazine, bazującą na magazynie SPI o tej samej nazwie, specjalizującą się w grach RPG superhero i science fiction. Jej strony posiadały szare krawędzie. Zawartość tej sekcji to między innymi rozpiski różnych postaci z Uniwersum Marvela dla Marvel Super-Heroes od TSR.

### Numery specjalne
Jak wskazano powyżej, przed „The Dragon” TSR wydało 7 numerów „The Strategic Review”. We wczesnych latach magazynu wydano także 5 numerów „Best of”, w których opublikowano ponownie najlepsze artykuły z „The Strategic Review” i „The Dragon”. Pomiędzy 1996 i 2001, „Dragon Magazine” wydawał także „Dragon Annual”, 13. numer z zupełnie nową zawartością.

## Redaktorzy
Wersje drukowane magazynu:
- #1–34 – Timothy J. Kask
- #35–48 – Jake Jaquet
- #49–114 i 199–217 – Kim Mohan
- #115–198 – Roger E. Moore
- #218–221 – Wolfgang Baur
- #222–238 – Pierce B. Watters
- #222–229 – Anthony J. Bryant
- #230–273 i 274–287 – Dave Gross
- #288–311 – Jesse Decker
- #312–315 – Chris Thomansson
- #316–326 – Matthew Sernett
- #327–359 – Erik Mona

Wersje cyfrowe (online/PDF):
- #360–387 – Chris Youngs
- #388–430 – Steve Winter

Dragon+:
- #1–7 – Matt Chapman
- #8–13 – John Houlihan
- #14–41 – Matt Chapman

## Nagrody
- 1984: Origins Award dla Najlepszego Profesjonalnego Magazynu RPG 1984[20]
- 1986: Origins Award dla Najlepszego Profesjonalnego Magazynu RPG 1985
- 1987: Origins Award, Specjalna Nagroda za Wyjątkowe Osiągnięcia 1987[21]
- 1990: Origins Award dla Najlepszego Profesjonalnego Magazynu Gier Przygodowych 1989[22]
- 1994: Origins Award dla Najlepszego Profesjonalnego Magazynu Gier 1993
- 1995: Origins Award d;a Najlepszego Profesjonalnego Magazuny Gier 1994 i Hala Sławy Origins Adventure Gaming[23]
- 2004: Origins Award dla Najlepszego Powiązanego z Grami Periodyku 2003[24]
- 2007: Origins Award dla Najlepszej Publikacji Non-Fiction za 2006

## Inne wydania
Kolekcja „Dragona” została wydana jako „Dragon Magazine Archive” w 1999. Wydano ją na płycie CD z oprogramowaniem na system operacyjny Windows i plikami w formacie PDF. Nad „Dragon Magazine Archive” pracował Rob Voce i zostało ono opublikowane przez TSR/Wizards of the Coast. Czasopismo „Pyramid” opublikowało recenzję, pisząc, że archiwum jest „warte swojej ceny”, ale także, że wydanie oprogramowania tylko dla Windows ogranicza korzystających z innych systemów operacyjnych do manualnego czytania PDF-ów. „Backstab” #19 także zawierał recenzję „Dragon Magazine Archive”.